# Боргето Лодиджано
Боргѐто Лодиджа̀но (на италиански: Borghetto Lodigiano, на западноломбардски: Borghet, Бургет) е малко градче и община в Северна Италия, провинция Лоди, регион Ломбардия. Разположено е на 68 m надморска височина. Населението на общината е 4425 души (към 2015 г.).